# Sant Joan i Sant Mamet de Berga
Sant Joan i Sant Mamet de Berga és una petita església romànica de Berga, situada a l'antic terme del castell de Madrona, d'ubicació desconeguda. Està documentada des del 1005, quan el compte Guifré, el vescompte Bardina i la seva muller Adalez van donar aquesta església, situada al terme de Madrona, al monestir de Serrateix.